# Dingeman van der Stoep
Dingeman van der Stoep (Berkel en Rodenrijs, 17 september 1906 – Baarn, 28 augustus 1997) is een Nederlandse uitgever en schrijver van kinderboeken, verhalen, romans en gedichten.
Dingeman van der Stoep begon zijn loopbaan op een drukkerij in Schiedam. Nadat hij journalist was voor de Nieuwe Leidsche Courant trad hij in 1942 in dienst als redacteur bij uitgeverij Bosch & Keuning in Baarn. Na zijn benoeming tot adjunct-directeur bleef hij tot zijn pensionering aan het bedrijf verbonden als directeur.
In 1933 debuteerde hij als schrijver met het kinderboek Een avontuur in de polder. In zijn latere boeken als Daatje en ik en August en Alida is een christelijke inslag merkbaar. Zo schreef hij samen metHerman Felderhof het boek In de houten broek, een boek dat gaat over kerkmensen, dominees en preken. Negentien jaar later schreven zij het vervolg Nogmaals in de houten broek. Een ander boek over dominees was Herder en Leeraar. Daatje en ik kwam voort uit zijn cursiefjes die hij als "Brieven van mijnheer De Man" publiceerde in De Rotterdammer. August en Alida was eveneens een cursief, dit verscheen jarenlang in het dagblad Trouw. Het in 1985 verschenen De dader ligt op Meerzijn speelt, afgezien van intermezzo's, in het jaar 1900. Het feit dat de kerkklok van begraafplaats Meerzijn na een brand nog slechts aan een zijden draadje hangt, zorgt voor veel verwikkelingen